# Пєсочний (Костромська область)
Пєсочний (рос. Песочный) — селище в Вохомському районі Костромської області Російської Федерації.
Населення становить 163 особи. Входить до складу муніципального утворення Тихоновське сільське поселення.

## Історія
У 1936-1944 року населений пункт перебував у складі Вологодської області. Від 1944 належить до Костромської області.
Від 2007 року входить до складу муніципального утворення Тихоновське сільське поселення.

## Населення
| 2008 | 2010 | 2014 |
| ---- | ---- | ---- |
| 213  | ↗218 | ↘163 |